# Chorisops separata
Chorisops separata är en tvåvingeart som beskrevs av Yang 1992. Chorisops separata ingår i släktet Chorisops och familjen vapenflugor. Inga underarter finns listade i Catalogue of Life.